# Ботанический сад Петра Великого
Ботанический сад Петра Великого Ботанического института им. В. Л. Комарова РАН (Ботанический сад БИН РАН; бывший Императорский Ботанический сад, первоначально Аптекарский огород) — один из старейших ботанических садов России, расположенный на Аптекарском острове в Санкт-Петербурге. Занимает территорию между Аптекарской набережной Большой Невки, набережной Карповки, Аптекарским проспектом и улицей Профессора Попова (напротив электротехнического университета «ЛЭТИ»).
Ботанический сад административно подчиняется Ботаническому институту имени В. Л. Комарова, являясь его отделом, и входит, таким образом, в структуру Российской академии наук.
Коллекция расположенного на территории сада Ботанического музея им. В. Л. Комарова насчитывает свыше 80 тысяч образцов. Экспозиция музея посвящена растительности Земли, истории и эволюции растений, растительным ресурсам России, взаимоотношениям растений и человека.

Официальное название: Федеральное государственное бюджетное учреждение науки «Ботанический институт имени В. Л. Комарова РАН (БИН РАН). Ботанический сад Петра Великого».

## История сада

### Сад в XVIII веке

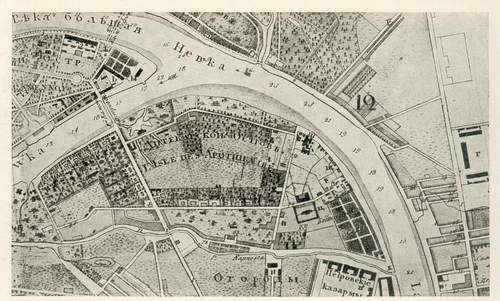
План сада в 1843 году.

Ботанический сад ведёт свою историю от Аптекарского огорода, точная дата основания которого не установлена, так как почти все документы сгорели в 1737 году. Царь Пётр при переносе столицы из Москвы в Петербург распорядился об устройстве «столь нужного для врачебного дела учреждения», как Аптекарский огород, «для сеяния на нем лекарственных трав и цветов». Аптекарский огород упоминается в Первой переписи 1713 года: «…перепись начата от церкви Троицы по берегу р. Большой Невы и Невки до Аптекарского острова, уже в ту пору отведенного под Аптекарский огород». Постепенно территория сада расширялась за счёт покупки и присоединения к нему отдельных участков.
В 1735 году Аптекарский огород был переименован в Медицинский, руководство которым поручили немецкому ботанику И. Г. Сигизбеку. При нём начали проводиться научные исследования, стали выращивать и декоративные растения, была создана коллекция сибирских растений, издан первый каталог всех коллекций («Primitae Florae Petropolitanae»), который включал 1275 видов, выстроена оранжерея для заморских теплолюбивых растений, проведена первая инвентаризация «африканских и экзотических растений», согласно которой в трёх деревянных оранжереях Сада их было 921 единица.
При Екатерине II сад имел в длину 300, а в ширину 200 саженей (то есть 640 на 425 метров); был построен большой деревянный дом, в котором жил профессор ботаники, а летом — президент Медицинской коллегии. В то время здесь усердно разводили «тунгусский чаёк» (Spiraea ulmaria L.) — считалось, что это — прекрасное потогонное средство при простудных и лихорадочных болезнях.
В 1798 году Сад был переименован в Ботанический.

### Сад в XIX веке
При Александре I в 1806—1809 году Сад потерял часть своей территории, поскольку его директор, профессор Стефан, отдал её под огороды в ведомство Полицейского департамента МВД.
30 марта 1830 года вышло повеление Николая I передать Ботанический сад из Министерства внутренних дел в ведение Министерства Императорского двора. С этим переходом ежегодно выдаваемая сумма увеличилась почти вдвое (123 000 рублей ассигнациями), личный состав Сада был увеличен ещё в 1829 году.
24 июля 1863 года указом Александра II повелено было передать Императорский Ботанический сад из ведомства Министерства двора в ведение Министерства государственных имуществ, далее продолжая наименоваться Императорским.
В 1873 году Сад отпраздновал 150-летнюю годовщину своего существования. Научные коллекции Сада находились в то время в столь хорошем состоянии, что он мог принять участие в Венской всемирной выставке, куда в качестве эксперта по садоводству был послан главный ботаник Регель. В следующие годы Сад участвовал во всех выставках садоводства, на которых получал неоднократно похвальные листы и медали.

### Сад в XX веке

Разрушения Ботанического сада, причинённые немецкой авиабомбой 15 ноября 1941 года

В 1913 году в связи с 200-летием Ботанического сада ему было присвоено имя Петра Великого. После революции 1917 года саду были переданы оранжереи царских резиденций и частных усадеб Аптекарского острова.
С 1918 года — Главный ботанический сад РСФСР, с 1925 года — Главный ботанический сад СССР, в 1930 году сад передан в ведение Академии наук СССР.
В 1931 году в результате слияния Ботанического сада с Ботаническим музеем АН СССР образован Ботанический институт АН СССР (ныне — Ботанический институт имени В. Л. Комарова РАН). В 1919—1931 годах основным направлением работ Ботанического сада было изучение флоры, растительности и растительных ресурсов, исследования фотосинтеза и пр.
Во время Великой Отечественной войны Ботанический сад катастрофически пострадал от бомбёжек. За годы блокады на оранжереи Ботанического сада обрушилось 50 зажигательных бомб и 85 снарядов. Первая авиабомба на территорию сада упала 14 октября 1941 года, взрывной волной выбило стёкла в тропических оранжереях, перестала работать котельная. Самая большая авиабомба весом в несколько сот килограммов упала на сад 15 ноября 1941 года, причинив значительные разрушения, уничтожив остекление нескольких оранжерей, включая Большую Пальмовую. В таких условиях при установившейся морозной погоде в одну ночь тропическая коллекция была почти утеряна. Всего в блокаду удалось сохранить чуть более 250 растений: маленькие сеянцы, кактусы, то, что сотрудники могли унести в квартиры, и то, что могли собрать в одну небольшую оранжерею, которую отапливали печками. Всё остальное было полностью уничтожено. Огромный вклад в сохранение коллекции внёс учёный-садовод Николай Иванович Курнаков, спасая кактусы в собственной квартире. Рядом с садом в мае 1942 года был построен бункер командующего Балтийским флотом, а на территории сада стояли зенитные орудия. Растения, пережившие войну, каждый год в День окончания блокады Ленинграда украшают георгиевскими ленточками. Традиция продолжается и по сей день.
После войны сад был воссоздан, отреставрированы оранжереи, собраны коллекции, которые превысили довоенные. В этом была заслуга директора Соколова, который отстоял сад от попыток его закрытия президентом АН СССР Сергеем Вавиловым.

## Современная характеристика сада
В настоящее время комплекс ботанического сада состоит из оранжерейного комплекса, парка, ботанического музея и питомника растений.
Заявленные направления деятельности Ботанического сада:
1. Интродукция растений,
2. Охрана растительного мира,
3. Сохранение, пополнение и научная обработка коллекционных фондов Института,
4. Пропаганда ботанических знаний.

### Оранжерейный комплекс

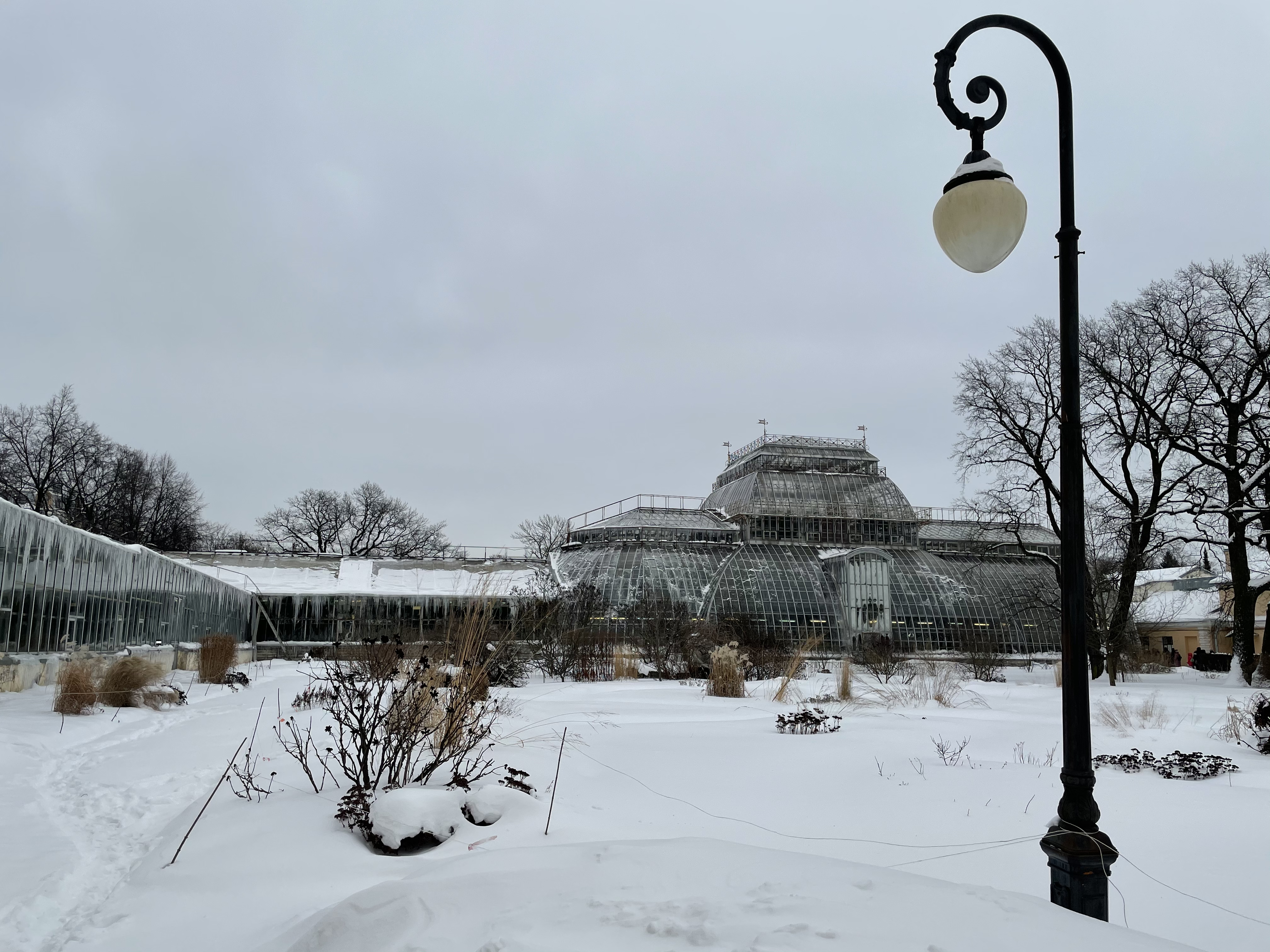
Большая субтропическая оранжерея № 1. Вид из северного двора зимой

Общая площадь оранжерей Ботанического сада составляет около 1 га, а протяжённость — около 1 км. В них насчитывается более 7,5 тысяч растений.
Оранжереи, открытые для посетителей, сгруппированы в три маршрута: «Субтропический», «Тропический» и «Водный» маршрут.
С 1823 по 1826 год по плану Ф. Б. Фишера были построены два каре оранжерей — оранжереи замыкались в кольцо, чтобы не приходилось выходить на улицу. Таким образом, образовано два замкнутых контура с общей точкой старта для экскурсий.
Северный двор окружен «Субтропическим маршрутом», северный двор открыт для посетителей, в нем разбит сад непрерывного цветения, иридарий и в нем расположен вход в ботанический музей. Южный двор окружен «Тропическим маршрутом» и закрыт для посетителей.
Доступ в оранжереи организован в составе экскурсионных групп. Но с периодичностью 1-2 раза в месяц проводятся выставки и прогулки по оранжереям, когда посетителям предоставляется возможность гулять по оранжереям без экскурсовода.
Доступ в оранжереи водного маршрута доступен только летом.

#### Субтропический маршрут
- Оранжерея № 1. Большая субтропическая оранжерея (Хвойные и папоротники субтропических районов). Перенесена из Таврического сада в 1930—1935 годах[14].
- Оранжерея № 2. Хвойные, камелии, цитрусы
- Оранжерея № 3. Растения Средиземноморья и Южной Африки
- Оранжерея № 4. Субтропические растения Северной и Южной Америки
- на месте субтропической Оранжереи № 5 размещён Ботанический музей, маршрут проходит сквозь него
- Оранжерея № 6. Субтропические растения Юго-Восточной Азии
- Оранжерея № 7. Растения Австралии и Новой Зеландии
- Оранжерея № 8. Вересковые оранжереи

Оранжереи субтропического маршрута
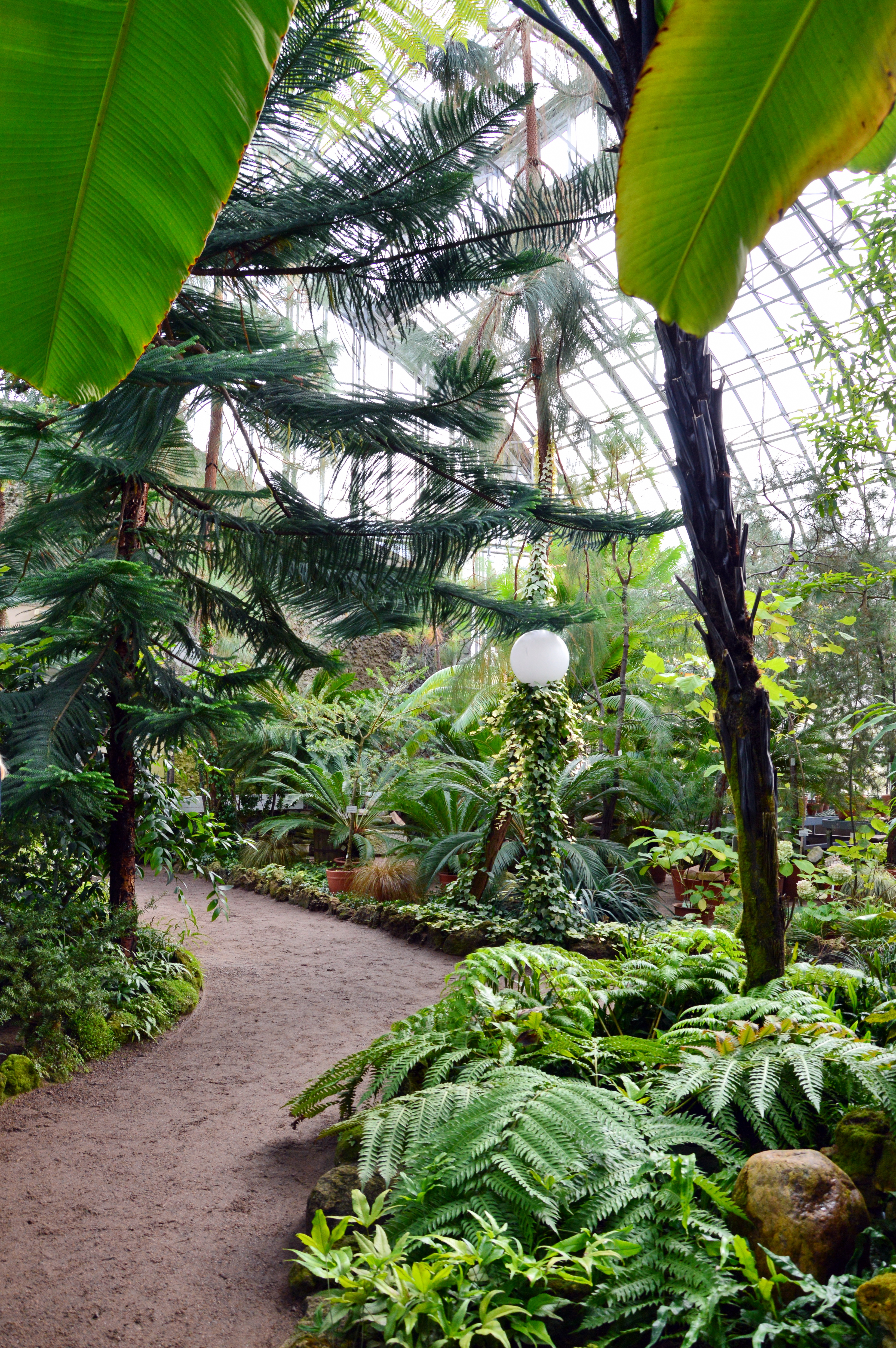
Оранжерея №1. Справа араукария, слева папоротники
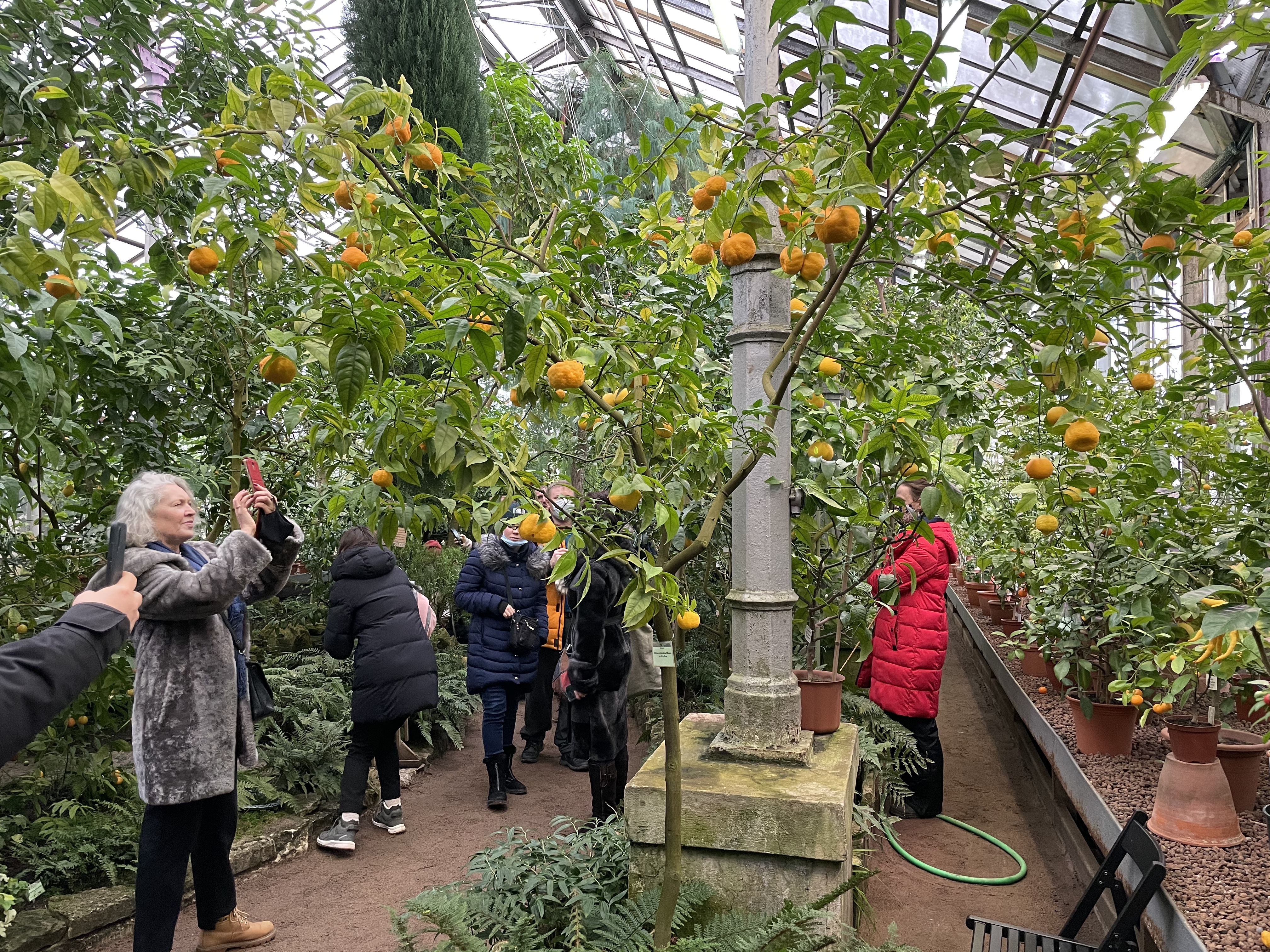
Оранжерея №2. Цитрусовые
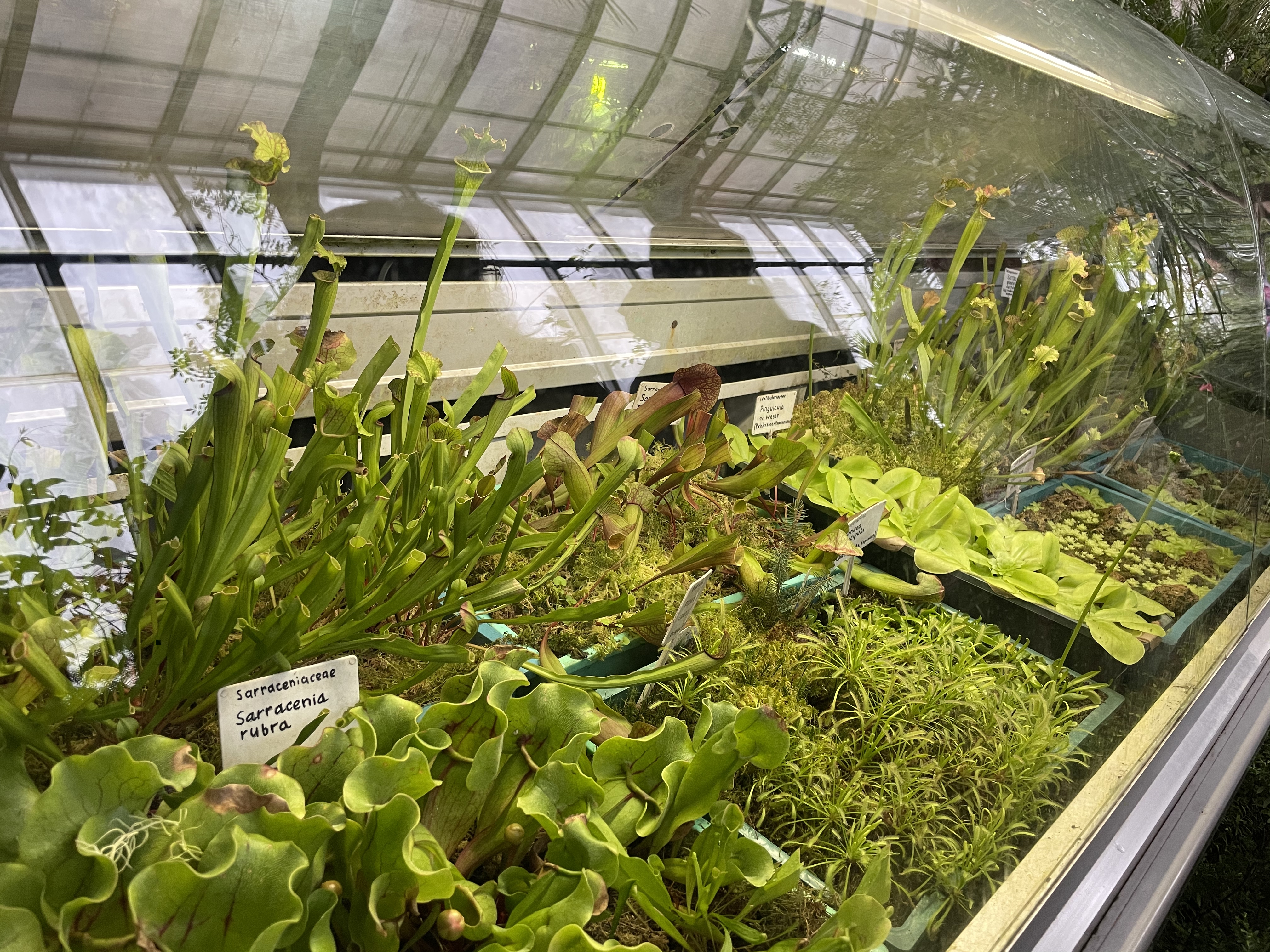
Оранжерея №4. Витрина с насекомоядными растениями
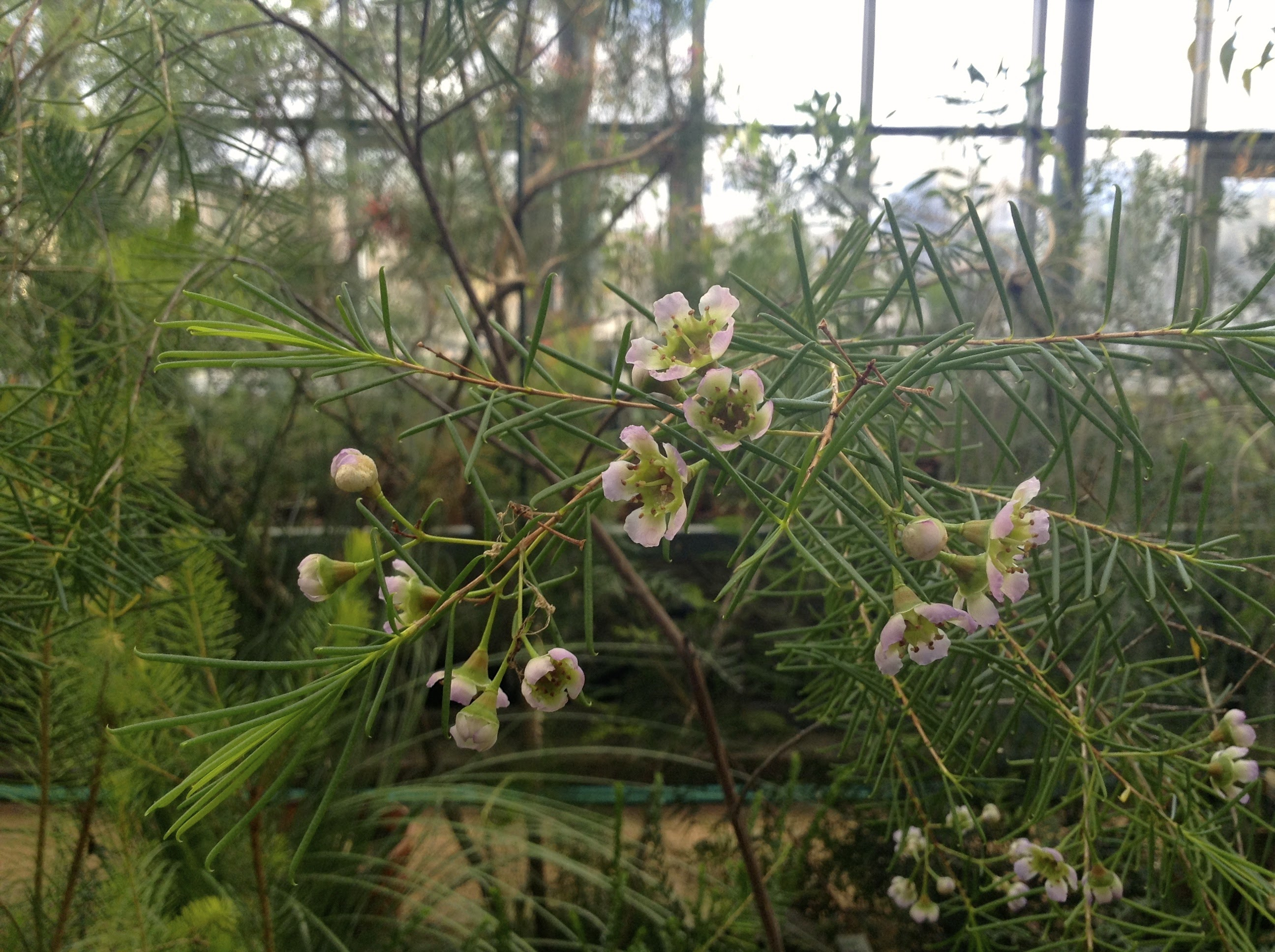
Оранжерея №7. Хамелауциум крючковатый
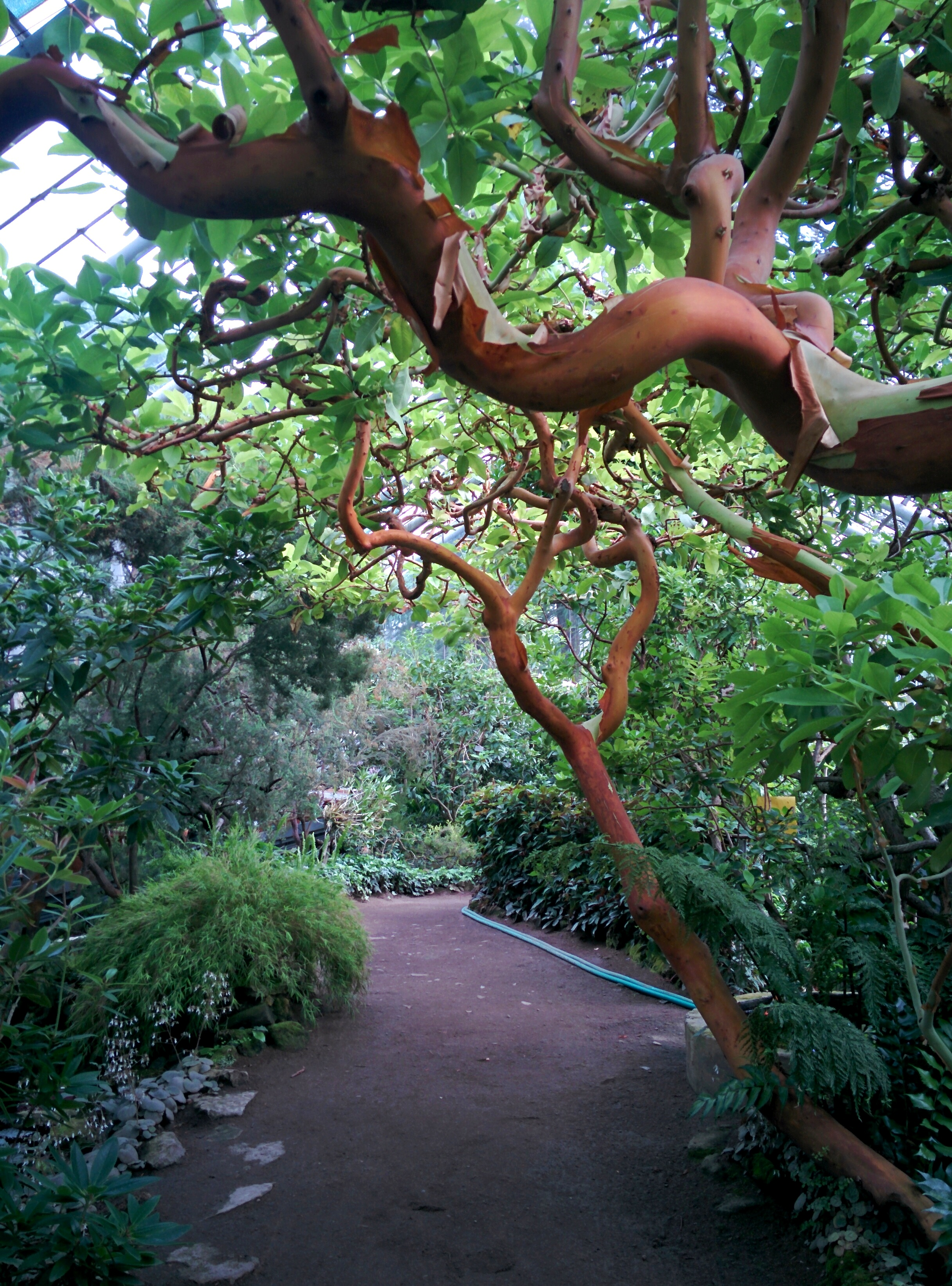
Оранжерея №7. Земляничное дерево или Дерево курортница
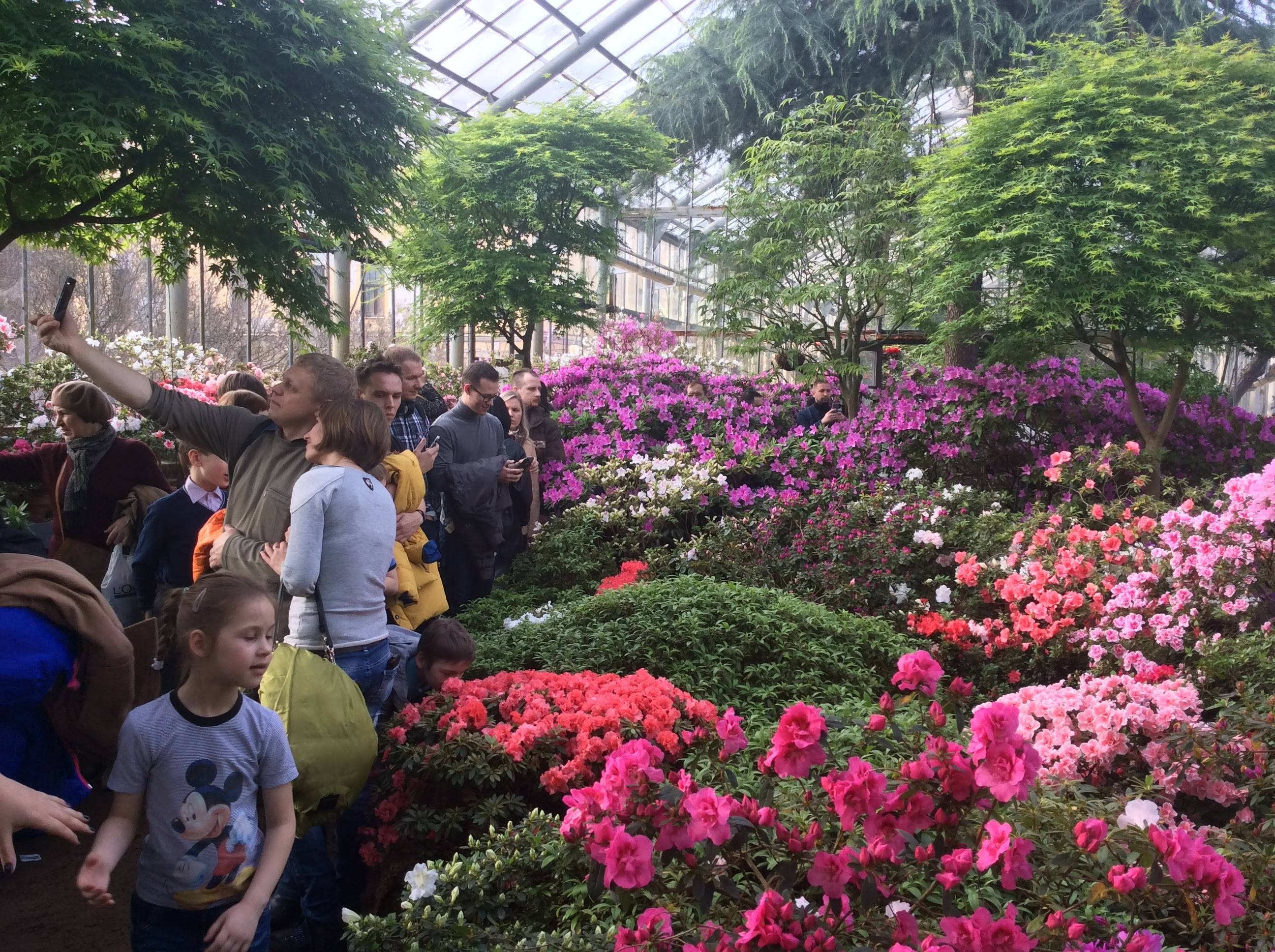
Оранжерея №8. Цветущие культивары азалий

#### Тропический маршрут
- Оранжерея № 15. Высшие споровые и Голосеменные растения
- Оранжерея № 16. Растения засушливых областей Африки и Америки
- Оранжерея № 17. Растения саванн и муссонных лесов
- Оранжерея № 18. Растения влажного тропического леса
- Оранжерея № 19. Декоративные и полезные растения тропиков
- Оранжерея № 20. Плодовые растения тропиков
- Оранжерея № 21. Декоративные травянистые растения тропиков

Оранжереи тропического маршрута
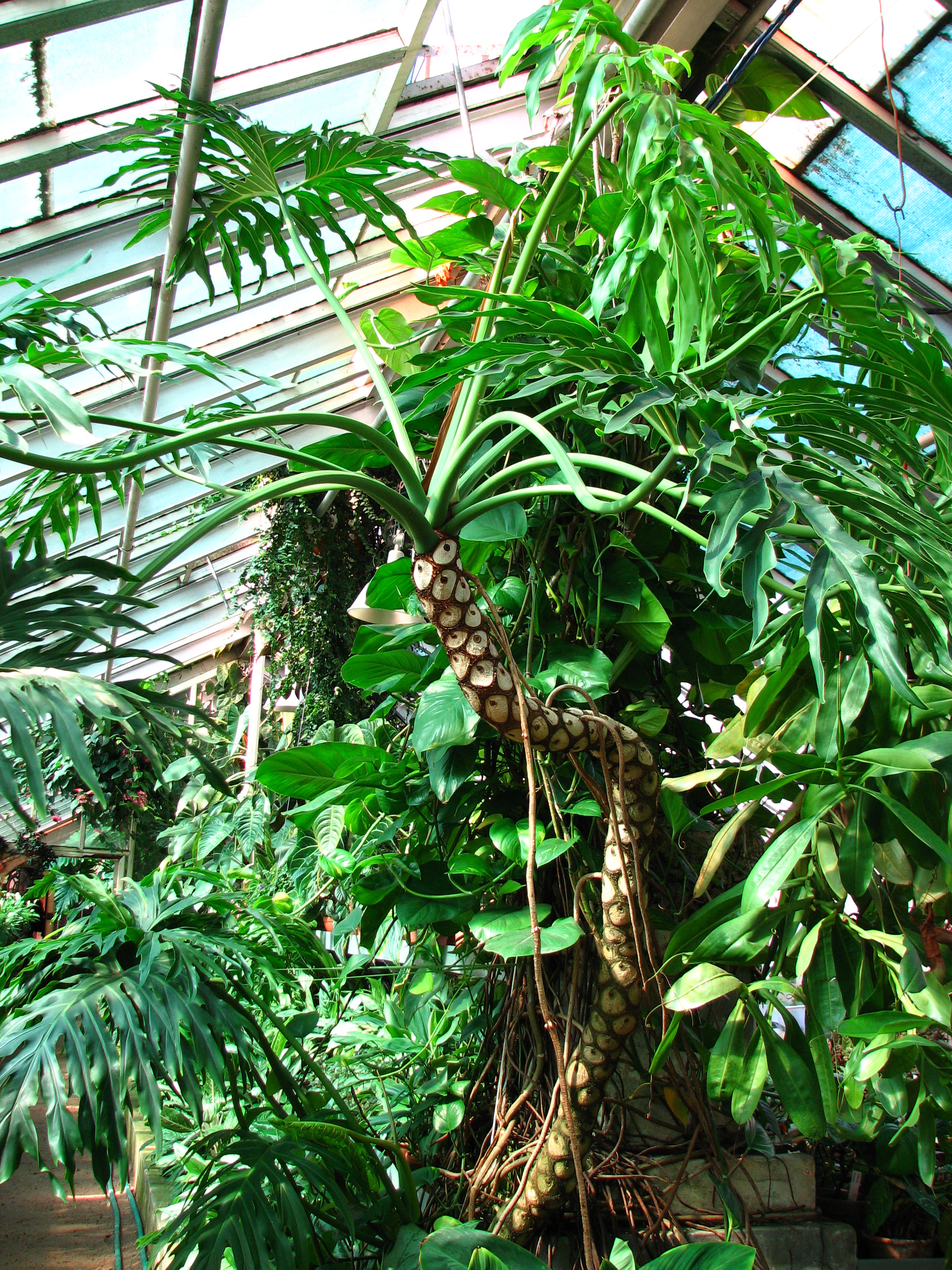
В тропической оранжерее
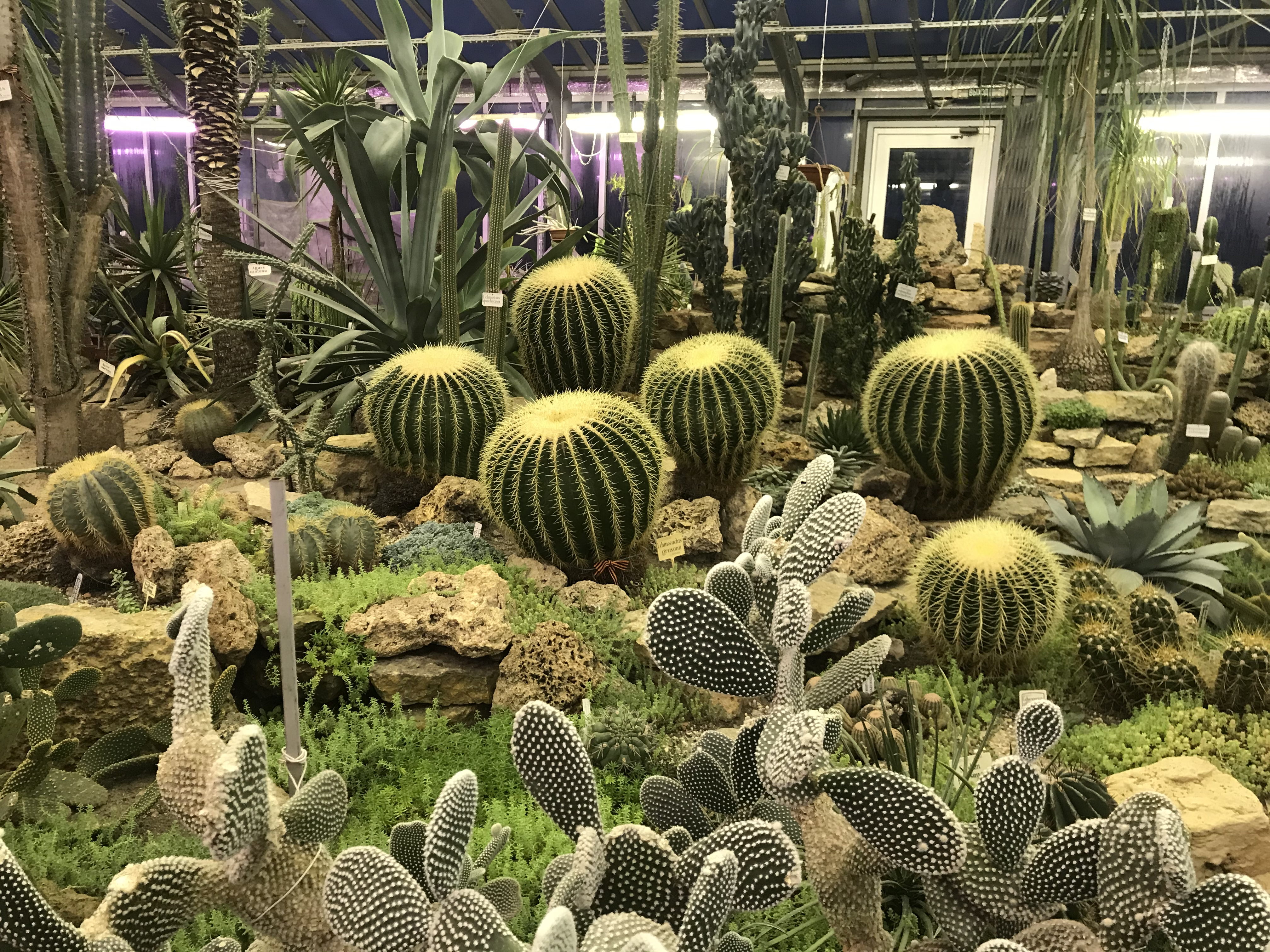
Оранжерея №16. Суккуленты
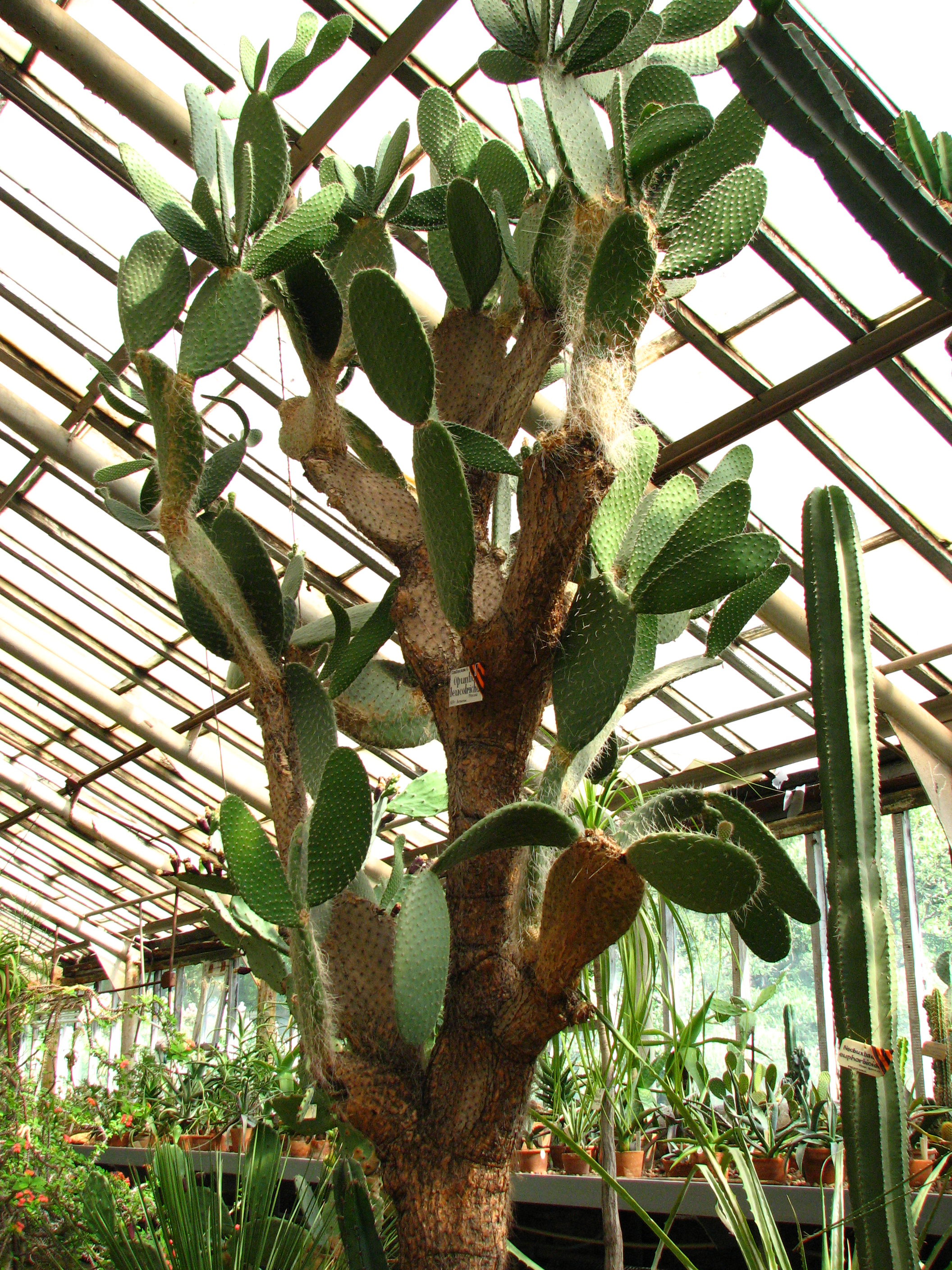
Оранжерея №16. 80-летняя опунция беловолосая пережила Блокаду Ленинграда
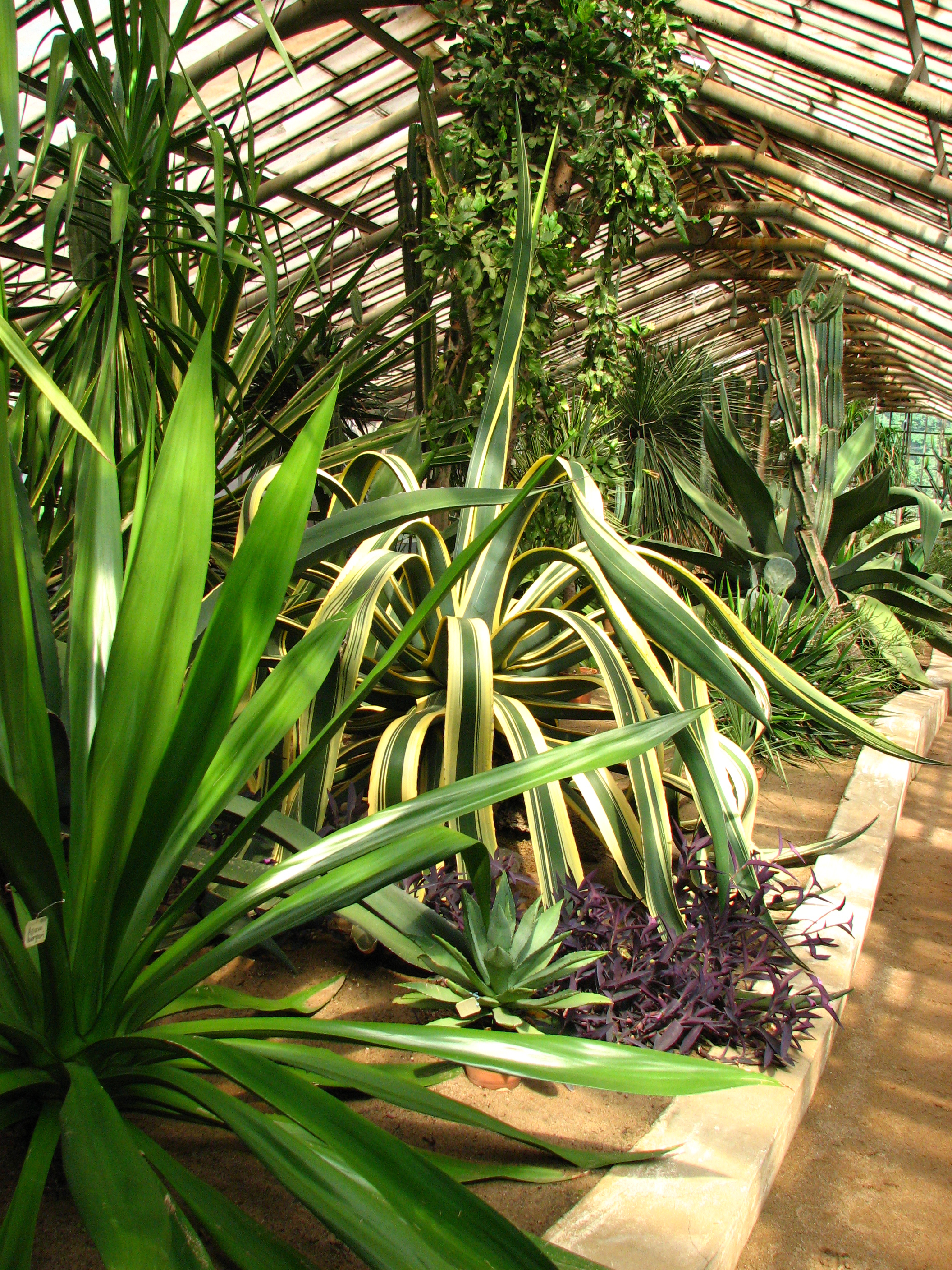
Коллекция агав
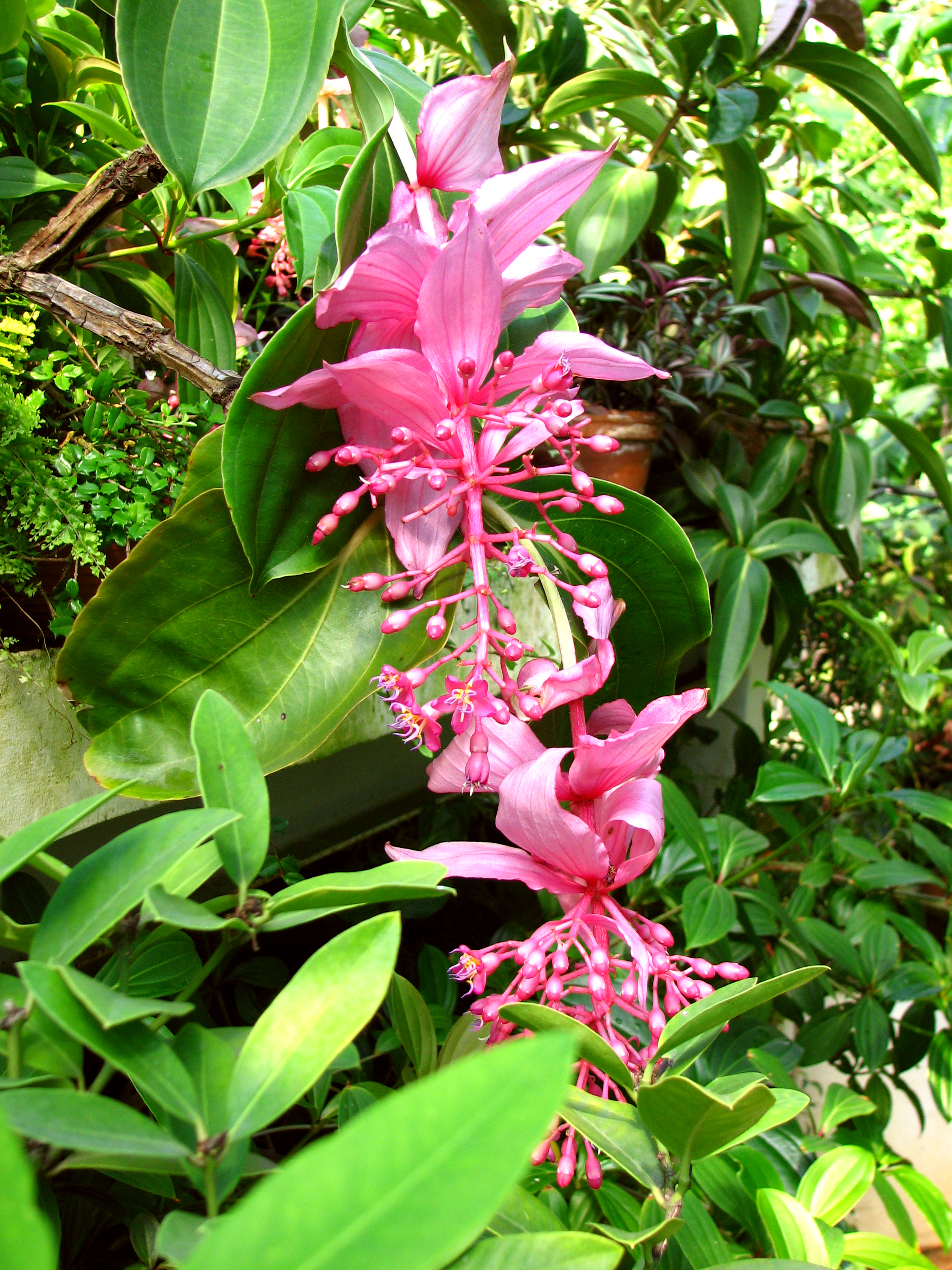
Оранжерея №19. Мединилла прекрасная
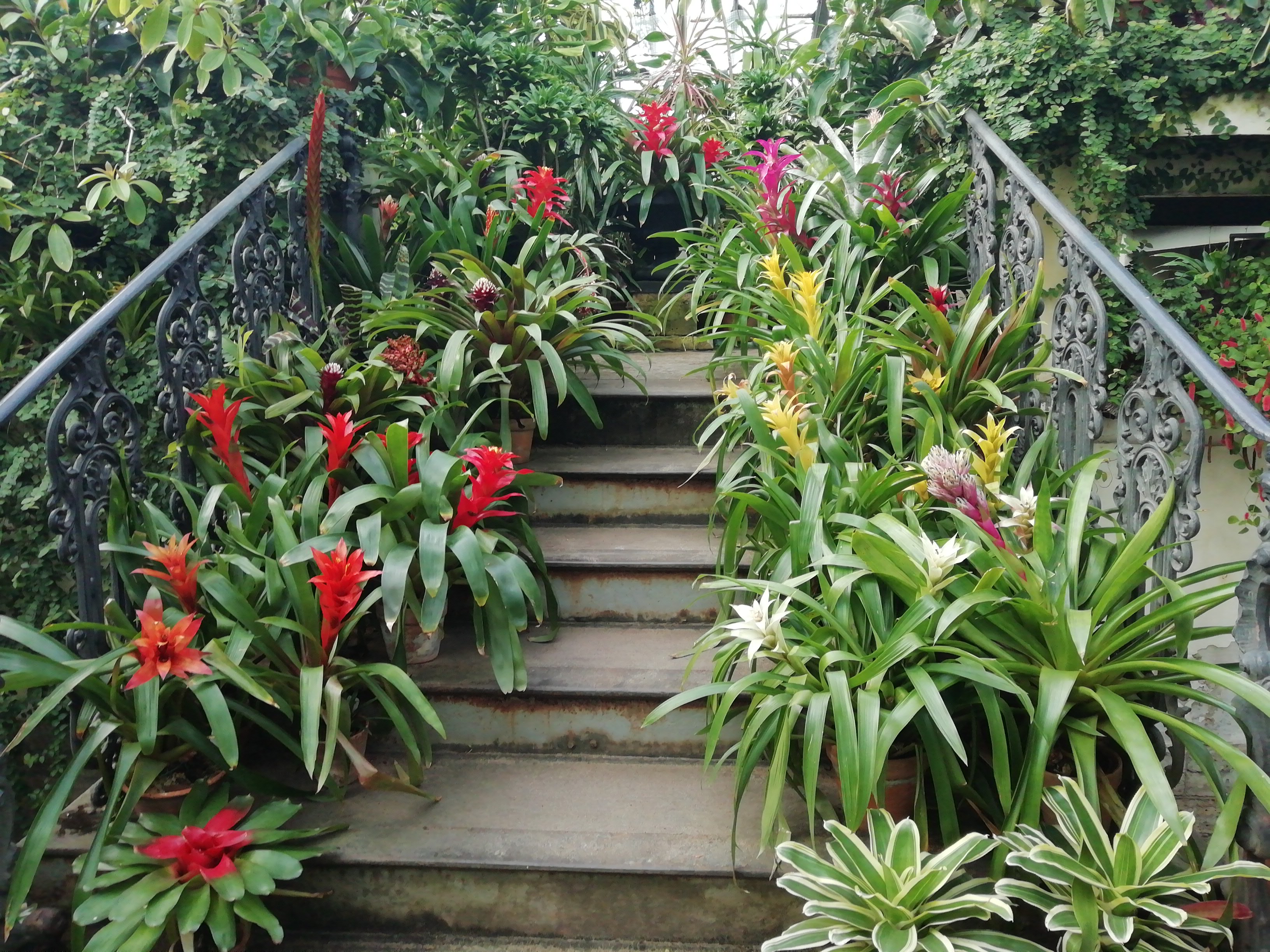
Оранжерея №19. Бромелиевые

#### Водный маршрут
- Оранжерея № 26. Большая пальмовая оранжерея. Построена в 1896—1898 годах[14].
- Оранжерея № 27. Мангровая оранжерея
- Оранжерея № 28. Викторная оранжерея. Создана в 1853 г, перестроена в 1899[14]. Содержит бассейн диаметром 13 метров.

Оранжереи водного маршрута
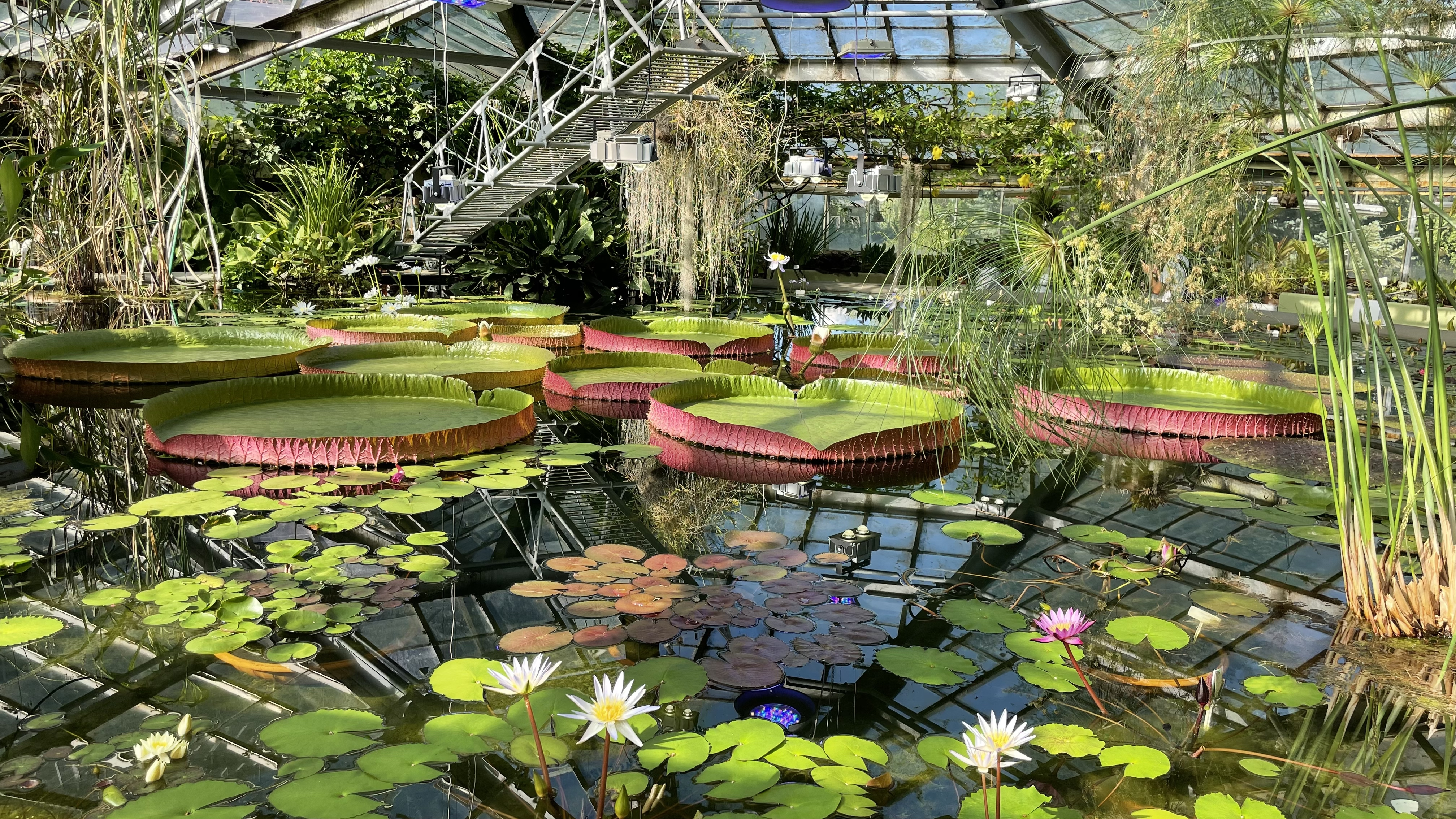
Оранжерея №28 Водных растений. В бассейне плавают листья Виктории амазонской
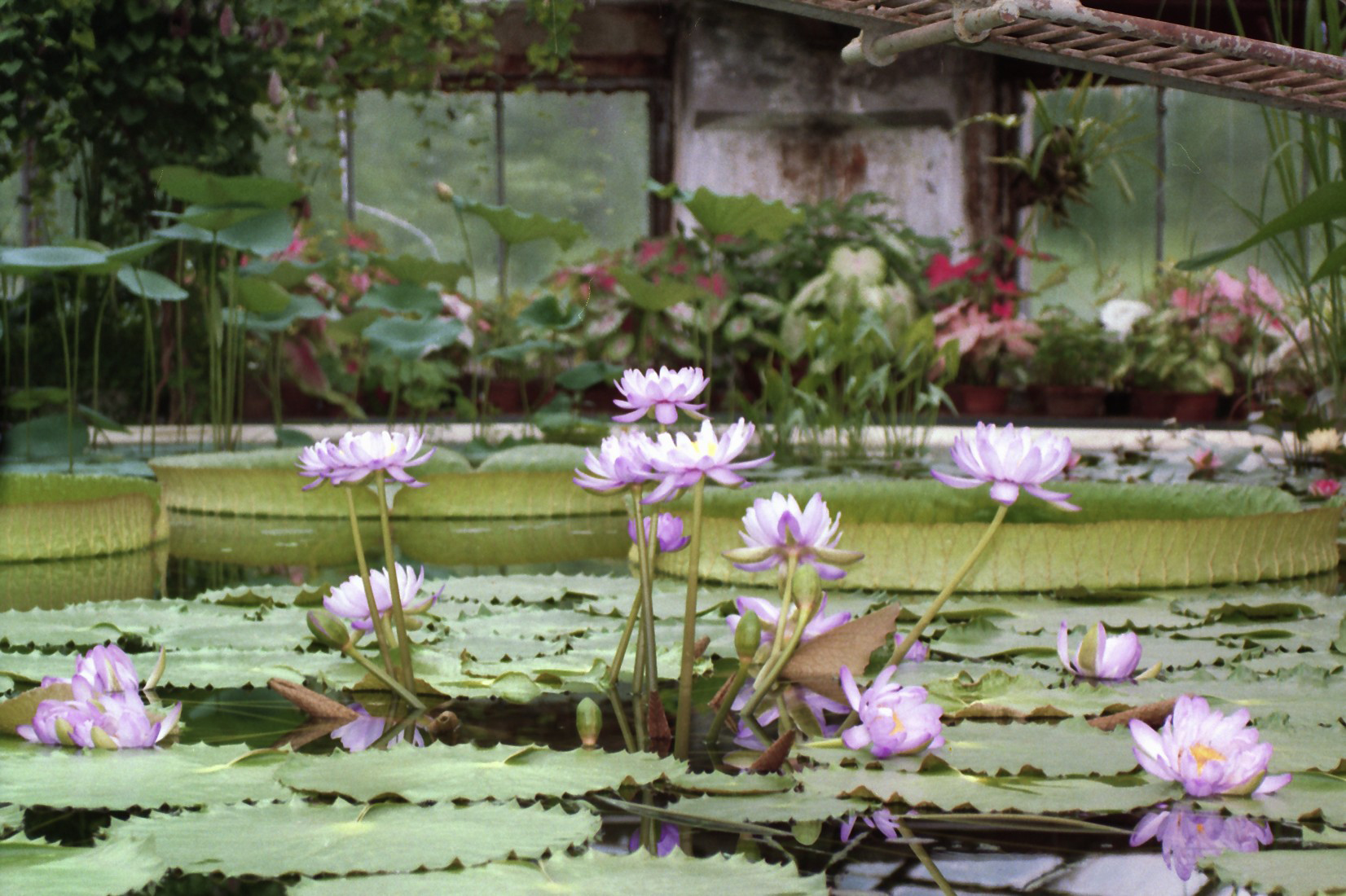

#### Фондовые оранжереи
Фондовые оранжереи (№ 10-11, 13, 14, 22, 23, 24) недоступны для посещения. В них хранятся растения, требующие особых условий, а также небольшие экземпляры.

### Парк
Парк состоит из 145 участков. Восточная часть разбита на регулярные аллеи, а западная имеет пейзажную разбивку. Участки № 80-82 отданы под питомники растений и закрыты для посетителей.
В парке созданы два местных топонима — Центральная аллея и аллея Небезразличных петербуржцев. Последнюю создали в 2014 году после проведения благотворительной акции, направленной на сохранение и развитие Ботанического сада. Вдоль аллеи были высажены редкие сорта сиреней.

#### Парк-дендрарий

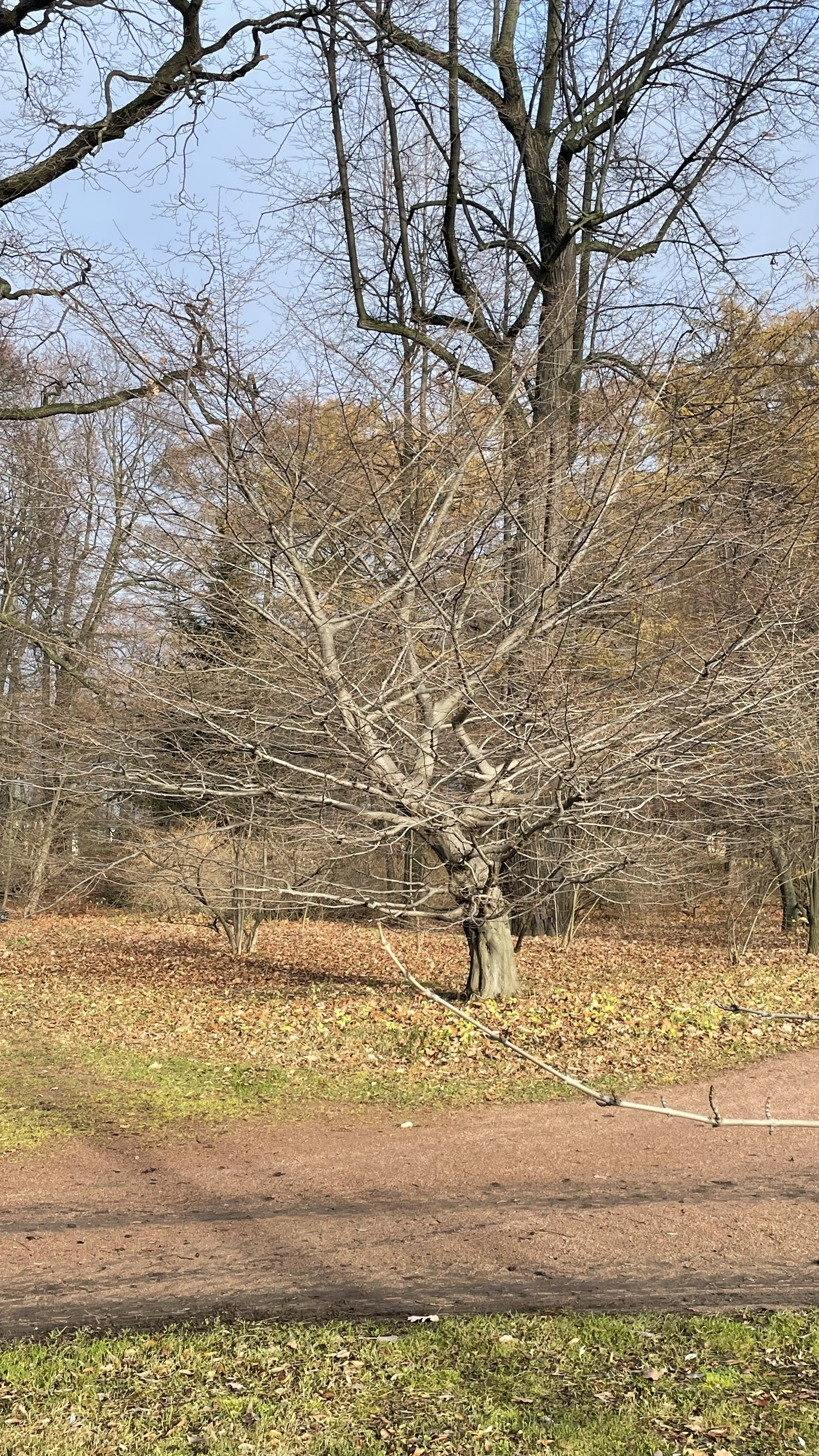
Граб обыкновенный в парке на участке № 7, ноябрь 2021 г

В парке-дендрарии собраны и экспонируются коллекции древесных и травянистых растений открытого грунта. Основу древостоя в нем составляют несколько видов деревьев, в основном местной флоры. Это 225 деревьев клёна остролистного, 157 — дуба черешчатого, около 200 — вяза гладкого, более 100 — туи западной, 55 — лиственницы сибирской, а также липы мелколистной, крупнолистной и европейская, берёзы повислой и пушистой. Кроме них в парке много и редких экзотов, чего не встретить в других городских парках.
По состоянию на 2015 год коллекция парка состояла из 150 видов из 70 родов 31 семейства древесных растений, которые там были введены в культуру. Практически все они представляют флору России и сопредельных стран. Наибольшее число видов интродуцировано в XIX веке. Особый вклад в первичную интродукцию растений внёс К. И. Максимович, используя результаты двух своих путешествий на Дальний Восток в 1853—1857 и 1859—1864 гг.
На участке № 114 представлены плодовые деревья мичуринских сортов.

#### Коллекции открытого грунта

##### Иридарий
На участке № 119 (северный двор) разбит иридарий. Тематическая экспозиция была создана в 1963 году. На участке представлены различные роды семейства Ирисовые (Gladiolus, Crocus и др.), поэтому экспозиция стала называться Иридарий. На базе иридария испытано более 120 видов из 37 родов.

##### Сад непрерывного цветения

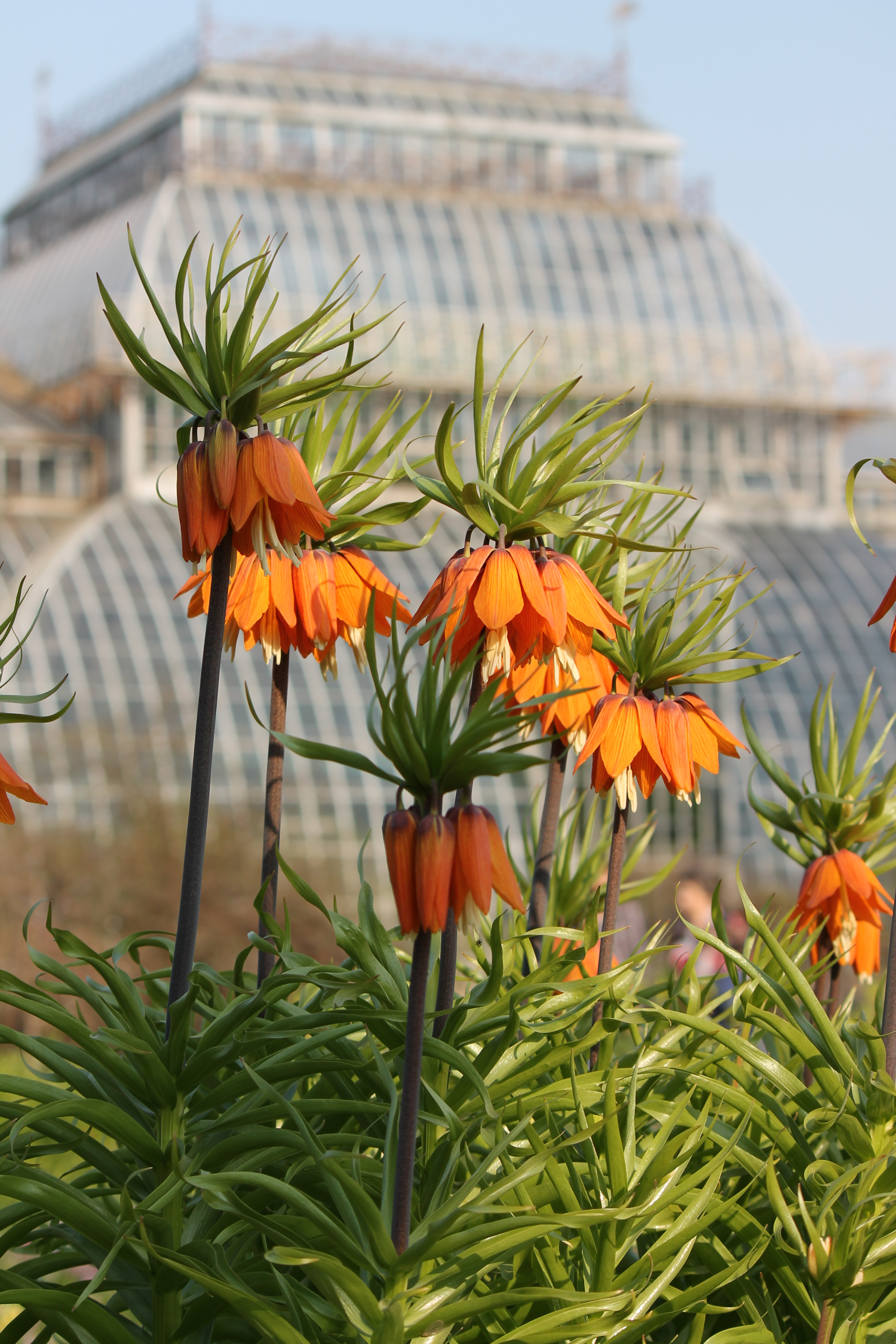
Рябчик императорский в саду непрерывного цветения

Сад непрерывного цветения разбит в Северном дворе (участок № 120) и его площадь в настоящее время составляет 1030 м². В нём представлена коллекция красиво цветущих травянистых растений. Коллекция была создана в 1981 году на месте участка Полиплоидных декоративных растений. Куратором сада с его основания по сегодняшний день является В. М. Рейнвальд.
Сад расположен он под сенью вековых дубов, создающих достаточную тень в течение всего дня, что наложило существенный отпечаток на формирование и подбор ассортимента выращиваемых видов и сортов растений. Участок хорошо дренирован. Почва супесчаная с достаточным количеством гумуса.

##### Альпийские горки
На участках № 100—103 (рядом с большой пальмовой оранжереей) обустроены альпийские горки, где собраны различные травянистые растения высокогорий. В 2000-е гг. появились участки, на которых представлены виды семейства Вересковые, степные растения и растения предгорий.
На сегодняшний день обустроены восемь тематических горок: 1) Предгорье, 2) Альпы, 3) Кавказ, 4) Сибирь, 5) Гималаи, 6) Северная Америка, 7) Вересковый сад, 8) Степь.
В 1900 г. была специально создана первая экспозиция «Альпийская горка». Это были первые специализированные коллекции, предназначавшиеся для демонстрации выращивавшихся растений горных областей Европы. До этого времени растения, привезённые с гор Кавказа, Крыма, Сибири и Дальнего Востока, выращивали на территории Сада на грядах, размещенных в разных уголках парка. Но с появлением новой экспозиции на ней целенаправленно стали выращивать растения высокогорий Европы.
Гордостью коллекций Альпинария являются виды, которые включены в Красные книги разного уровня. Многие из них выращиваются в коллекциях достаточно длительное время. Так, например, Allium altaicum, Erythronium sibiricum, Armeria vulgaris, Papaver bracteatum и Papaver orientale растут в коллекции более 50 лет; Aralia cordata, Gentiana lagodechiana и Iris ensata выращиваются около 40 лет; тогда как Crambe cordifolia растёт с 1935 года, почти 80 лет. Хотя, как правило, большинство вводимых в коллекции редких видов существуют от 3-5 до 7-10 лет.
Самыми уникальными растениями Горок являются несколько особей Paeonia anomala и Bergenia pacifica, которые были привезены ещё самим В. Л. Комаровым из его экспедиций в период с 1909 по 1911 г. на Камчатку и в Приморье. Эти растения уже более 100 лет растут в коллекциях Альпинария.

##### Розарий
Рядом с оранжереей № 1 разбит розарий. Коллекция современных садовых роз в Ботаническом саду БИН стала создаваться с 1950 г. проф. С. Г. Сааковым, который и был первым куратором Розария с 1950 по 1983 г.

#### Проект Японский сад
Японский сад создан русскими и японскими ландшафтными архитекторами по проекту и под руководством профессора сокатоку института Икэнобо Ямада Мидори. Сад выполнен в японском стиле.

### Ботанический музей
Музей расположен в трехэтажном здании на территории Ботанического сада. Это один из старейших музеев в Санкт-Петербурге и России: датой основания принято считать 1823 год. В настоящее время Ботанический музей — это отдел Ботанического института.

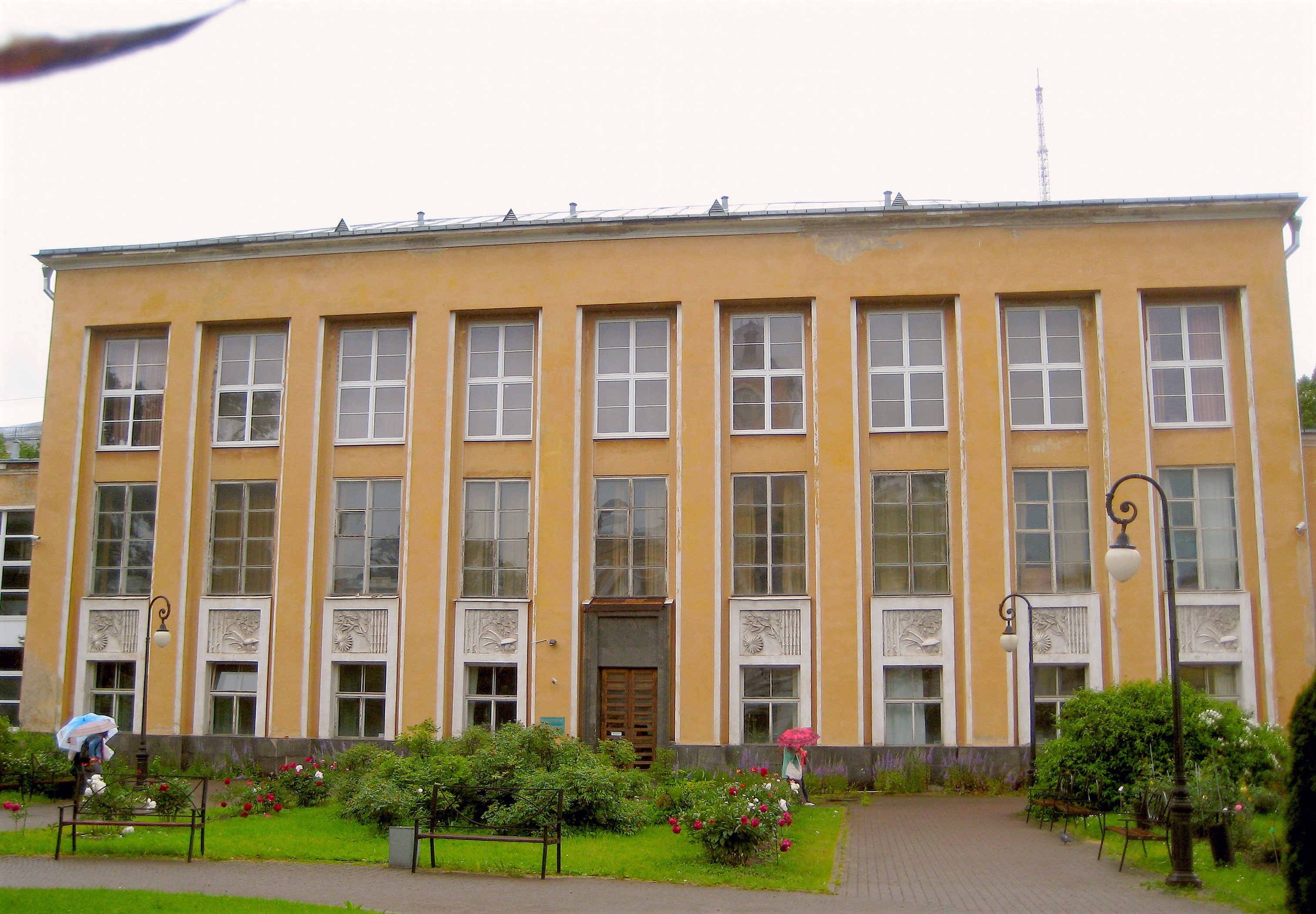

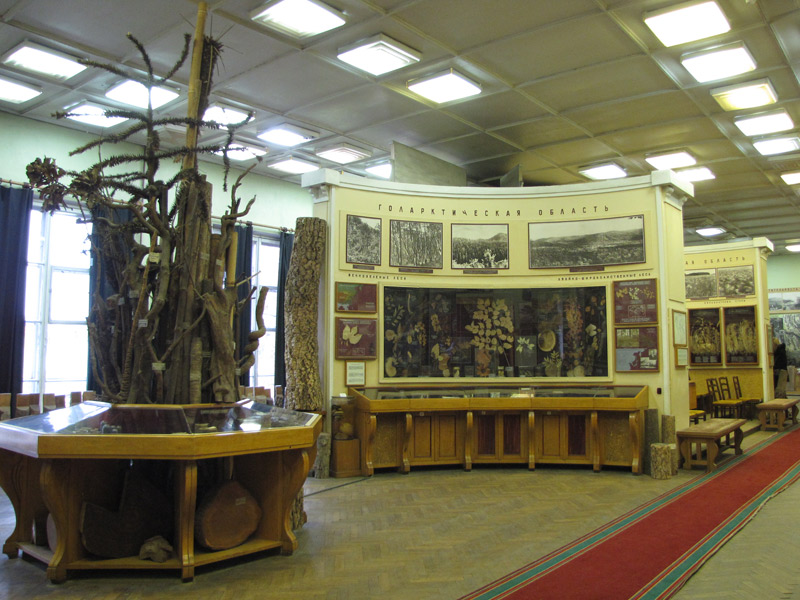
В музее ботанического сада

Фонды Ботанического музея создавались крупнейшими отечественными учёными Фишером, Пржевальским, Козловым, Рупрехтом, Максимовичем, Монтеверде, Липским, Комаровым, Жуковским, Вавиловым, Барановым, Родиным, Тахтаджяном и многими другими. История музея тесно переплетена с историей российской ботаники.
Фотоархив Ботанического музея иллюстрирует развитие русской ботаники и содержит около 40 тысяч единиц хранения — фотографий и негативов. Архив возник в конце XIX в. Он пополнялся главным образом ботаниками, путешествующими как по России, так и за ее пределами. Часть фотографий была сделана самими исследователями, часть была приобретена ими в различных поездках и в дальнейшем передана в музей.